# I Need Your Love
I need your love - singiel izraelskiej piosenkarki Dany International nagrany wspólnie z ukraińskim duetem NeAngely (No Angels) i wydany wraz z teledyskiem w 2008 roku. Piosenka promuje najnowszy album Dany International który ukaże się w lipcu 2009 roku. 